# العلاقات الفانواتية الكولومبية
العلاقات الفانواتية الكولومبية هي العلاقات الثنائية التي تجمع بين فانواتو وكولومبيا.

## مقارنة بين البلدين
هذه مقارنة عامة ومرجعية للدولتين:
| وجه المقارنة                                              | فانواتو                                  | كولومبيا        |
| --------------------------------------------------------- | ---------------------------------------- | --------------- |
| المساحة (كم2)                                             | 12.19 ألف                                | 1.14 مليون      |
| عدد السكان (نسمة)                                         | 276.24 ألف                               | 49.07 مليون     |
| الكثافة السكانية (ن./كم²)                                 | 22.66                                    | 43.04           |
| العاصمة                                                   | بورت فيلا                                | بوغوتا          |
| اللغة الرسمية                                             | اللغة البسلاما، لغة فرنسية، لغة إنجليزية | اللغة الإسبانية |
| العملة                                                    | فاتو فانواتي                             | بيزو كولومبي    |
| الناتج المحلي الإجمالي (بليون دولار)                      | 862.88 مليون                             | 309.19 مليار    |
| الناتج المحلي الإجمالي (تعادل القوة الشرائية) بليون دولار | 790.76 مليون                             | 724.96 مليار    |
| الناتج المحلي الإجمالي الاسمي للفرد دولار أمريكي          | 2.81 ألف                                 | 7.60 ألف        |
| الناتج المحلي الإجمالي للفرد دولار أمريكي                 | 3.03 ألف                                 | 13.36 ألف       |
| مؤشر التنمية البشرية                                      | 0.594                                    | 0.720           |
| رمز المكالمات الدولي                                      | +678                                     | +57             |
| رمز الإنترنت                                              | .vu                                      | .co             |
| المنطقة الزمنية                                           | ت ع م+11:00                              | 00              |

## منظمات دولية مشتركة
يشترك البلدان في عضوية مجموعة من المنظمات الدولية، منها:
| علم المنظمة | اسم المنظمة                        | تاريخ انضمام فانواتو | تاريخ انضمام كولومبيا |
| ----------- | ---------------------------------- | -------------------- | --------------------- |
|             | يونسكو                             | 10 فبراير 1994       | 31 أكتوبر 1947        |
|             | مؤسسة التمويل الدولية              | 28 سبتمبر 1981       | 20 يوليو 1956         |
|             | منظمة حظر الأسلحة الكيميائية       | ?                    | ?                     |
|             | مؤسسة التنمية الدولية              | 28 سبتمبر 1981       | 16 يونيو 1961         |
|             | منظمة التجارة العالمية             | ?                    | ?                     |
|             | وكالة ضمان الاستثمار متعدد الأطراف | 27 يوليو 1988        | 30 نوفمبر 1995        |
|             | الاتحاد البريدي العالمي            | ?                    | ?                     |
|             | الاتحاد الدولي للاتصالات           | 30 مارس 1988         | 25 أغسطس 1914         |
|             | الأمم المتحدة                      | 15 سبتمبر 1981       | 5 نوفمبر 1945         |
|             | البنك الدولي للإنشاء والتعمير      | 28 سبتمبر 1981       | 24 ديسمبر 1946        |
|             | المنظمة الهيدروغرافية الدولية      | ?                    | ?                     |